# Дмитрієв Георгій Петрович
Георгій Петрович Дмитрієв (29 жовтня 1942, Краснодар, Російська РФСР — 15 липня 2016, Москва, Росія) — російський композитор. Заслужений діяч мистецтв Росії (2003).
Закінчив Московську консерваторію (1966, клас Д. Кабалевського) та аспірантуру (1968).

## Фільмографія
Автор музики до українських фільмів:
- «Ати-бати, йшли солдати…» (1976)
- «Стратити немає можливості» (1982)
- «Напередодні» (1985, т/ф)
- «Мама, рідна, любима...» (1986)
- «Ігор Саввович» (1986)
- «Першоцвіт» (1987)
- «Земляки» (1988)
- «Генеральна репетиція» (1988, т/ф)
- «Біс в ребро» (1990)

## Громадянська позиція
11 березня 2014 підписав звернення діячів культури Російської Федерації на підтримку політики російського президента Володимира Путіна в Криму та Україні.